# Duncan Black MacDonald
Duncan Black MacDonald (* 9. April 1863 in Glasgow, Schottland; † 6. September 1943 in Glastonbury, Hartford County, Connecticut, USA) war ein US-amerikanischer Theologe und Orientalist schottisch-calvinistischer Herkunft. Das Macdonald Center for the Study of Islam and Christian-Muslim Relations am Hartford Seminary in Hartford, Connecticut, ist nach ihm benannt.

## Leben und Wirken
Duncan Black MacDonald wurde 1863 in Glasgow geboren. Er studierte semitische Sprachen in Glasgow und Berlin. Später wurde er Professor für semitische Sprachen am Hartford Theological Seminary. Er begründete das Fach der Islamwissenschaft in den Vereinigten Staaten im Jahr 1893. Seine Anstrengungen führten zur Schaffung der heute unter dem Namen Duncan Black Macdonald Center for the Study of Islam and Christian-Muslim Relations bekannten Institution am Hartford Seminary. Er kam 1893 nach Hartford (Connecticut)| und überzeugte das Seminar, eine Schule für die Missionsarbeit unter den Muslimen im Mittleren Osten (Middle East) zu gründen. Sie wurde schnell zur größten protestantischen US-amerikanischen Missionsschule in der muslimischen Welt. Die Zeitschrift The Muslim world (The Muslim world: a quarterly review of history, culture, religions & the christian mission in Islamdom) wird seit 1911 vom Duncan Black Macdonald Center herausgegeben. Sein Buch Development of Muslim Theology, Jurisprudence and Constitutional Theory (Entwicklung der muslimischen Theologie, Jurisprudenz und Verfassungstheorie) gilt trotz ihres Alters als gelungene Einführung in das islamische Recht. Es enthält auch verschiedene übersetzte Primärtexte.
Er ging davon aus, dass die Geschichten aus Tausendundeiner Nacht Ausdruck islamischer Volksfrömmigkeit waren. Nach Hermann Zotenberg war er der zweite Orientalist, der die zugrundeliegenden Manuskripte studierte. Er plante eine kritische Ausgabe des dreibändigen Manuskripts in der Bibliothèque nationale, das Antoine Galland für seine französische Übersetzung von Tausendundeine Nacht verwendet hatte. Das Projekt kam aber nicht zustande, und die kritische Ausgabe wurde erst 1984 von Muhsin Mahdi erstellt. Zur Encyclopædia Britannica (11th ed., 1911) und der First Encyclopaedia of Islam steuerte MacDonald verschiedene Artikel bei. Er verbrachte seine gesamte akademische Karriere (1892–1925) am Hartford Theological Seminary und insbesondere an der Kennedy School of Missions an dieser Institution. Er setzte sie fort als „Honorary Consulting Professor of Muhammadanism“ bis zu seinem Tod im Jahr 1943. Sein Nachfolger wurde (als Professor für Arabic and Islamic Studies) am Hartford Seminary der aus Kuwait zurückgekehrte Edwin Elliot Calverley (1882–1971).
MacDonald war eine der prägenden Figuren seines Landes für die Sicht auf den Islam, vergleichbar mit dem Einfluss von Ignaz Goldziher (1850–1921), Christiaan Snouck Hurgronje (1857–1936), Carl Heinrich Becker (1876–1933) und Louis Massignon (1883–1962) in europäischen Ländern.

## Publikationen (Auswahl)
- Development of Muslim Theology, Jurisprudence and Constitutional Theory. New York: Charles Scribner’s Sons, 1903 (The Semitic Series) (Digitalisat)

- ‘“Ali Baba and the forty thieves” in Arabic from a Bodleian MS’, Journal of the Royal Asiatic Society (April 1910): 327–386.

- The religious attitude and life in Islam. New York: AMS Press, [1970]: Haskell lectures on comparative religion, University of Chicago, 1906 (Digitalisat)

- A selection from the Prolegomena of Ibn Khaldūn. 1905 (Semitic Study Series) (Digitalisat)